# Fundacja Alexandra von Humboldta
Fundacja Alexandra von Humboldta, Fundacja im. Alexandra von Humboldta, w skrócie Fundacja Humboldta (niem. Alexander von Humboldt-Stiftung) – niemiecka instytucja z siedzibą w Bonn, której celem jest wspieranie międzynarodowej współpracy między naukowcami. Finansuje ona stypendia umożliwiające prowadzenie działalności naukowej w Niemczech rocznie ponad 1800 naukowcom z całego świata.
Prezesami fundacji byli między innymi:
- Werner Heisenberg (1953–1975), noblista w dziedzinie fizyki
- Feodor Lynen (1975–1979), noblista w dziedzinie medycyny
- Wolfgang Paul (1979–1989), noblista w dziedzinie fizyki.

## Stowarzyszenie stypendystów
Societas Humboldtiana Polonorum Stowarzyszenie Stypendystów Fundacji im. Aleksandra von Humboldta jest organizacją skupiającą byłych i aktualnych stypendystów tej instytucji, powstałą w 1989. Celem stowarzyszenia jest działanie na rzecz rozwoju nauki i kształcenia kadr naukowych w kraju i za granicą we współdziałaniu z pokrewnymi towarzystwami i organizacjami, ze szczególnym uwzględnieniem Fundacji Alexandra von Humboldta.